# 山岸正裕
山岸 正裕（やまぎし まさひろ、1945年4月29日 - ）は、日本の政治家。元福井県勝山市長（5期）、元福井県議会議員（2期）。

## 来歴
福井県勝山市出身。明治大学法学部卒業。
1995年（平成7年）4月の福井県議会議員選挙に無所属で立候補し初当選。1999年（平成11年）の県議選は自民党公認で立候補し無投票で再選。
2000年（平成12年）、勝山市長選挙に立候補し初当選。2016年（平成28年）、元市議の松村治門を小差でかわし5期目の当選を果たした。
2019年（令和元年）12月、翌年の市長選挙に不出馬を表明。
2021年（令和元年）11月3日、秋の叙勲において旭日中綬章を受章。
勝山市長在任中及び市長退任後に一度ずつ、えちぜん鉄道株式会社の代表取締役社長（初代、4代）を務め、2022年（令和4年）より同社取締役会長。市長1期目に二度の京福電鉄越前本線列車衝突事故が発生し同線（現在の勝山永平寺線）の存廃議論に参加する立場となり、第三セクター設立構想段階から関わっている。